# Дертлиев, Пётр
Пётр Антонов Дертлиев (болг. Петър Антонов Дертлиев; 7 апреля 1916, село Писарево, Ловечская область — 5 ноября 2000, София) — болгарский политический деятель, председатель Болгарской социал-демократической партии (БСДП; 1989—1998).

## Врач, политик, заключённый
Родился в семье учителя Антона Дертлиева, одного из лидеров профсоюза учителей (БУС). С юношеских лет участвовал в деятельности Болгарской рабочей социал-демократической партии — БРСДП — действуя то в союзе, то в конфликте с коммунистами. В 1938 находился под следствием за печатание нелегальной литературы перед выборами. Окончил медицинский факультет Софийского университета (1941), где затем был ассистентом на кафедре анатомии. После переворота 9 сентября 1944 являлся членом комитета Отечественного фронта в Софийском университете и на медицинском факультете. Был избран секретарём Союза социалистической молодёжи.
После раскола БРСДП в 1945 присоединился к БРСДП (объединённой), находившейся в оппозиции к просоветскому правительству, в связи с чем подвергся репрессиям. В 1946 был отправлен в заключение в лагерь Росица, но в том же году освобождён и избран депутатом 6-го Великого народного собрания. 1 июля 1948 решением президиума Великого народного собрания лишён депутатского иммунитета. Был арестован и приговорён к 10 годам лишения свободы. Находился в заключении в лагерях Венчан и Белене, в Плевенской тюрьме, в отделении наказаний и в тюрьме для рецидивистов в Пазарджике. Остался верен своим политическим убеждениям, по данным органов государственной безопасности, «в тюрьме находился на вражеских позициях».
После освобождения, с февраля 1957 работал в туберкулёзных диспанзерах в Трявне и Пернике. С 1963 до выхода на пенсию в 1984 заведовал флюорографическим отделением в Институте туберкулёза Медицинской академии. Органы государственной безопасности утверждали, что он «продолжал отстаивать старые политические позиции и обрабатывать в антисоциалистическом духе бывших своих единомышленников и нелояльно настроенных граждан». Владел английским, французским и русским языками.

## Лидер БСДП
Был одним из инициаторов восстановления 10 ноября 1989 года Болгарской социал-демократической партии (БСДП) и её вхождения в состав Союза демократических сил (СДС). 26 декабря 1989 года был избран председателем БСДП. Принимал участие в работе Круглого стола с участием представителей власти и оппозиции. В 1990—1991 — депутат 7-го Великого народного собрания от СДС. В июле 1990 был выдвинут кандидатом на пост президента Болгарии от СДС, но в пяти турах голосования в парламенте неизменно занимал второе место. Представители Болгарской социалистической партии (БСП; бывшие коммунисты) отказывались поддержать Дертлиева из-за его антикоммунистических взглядов. В этой ситуации Дертлиев снял свою кандидатуру, а СДС выдвинул новым кандидатом в президенты Желю Желева, которого поддержали и социалисты.
В 1991 БСДП восстановила своё членство в Социалистическом интернационале. В том же году Дертлиев подписал вместе с большинством депутатов новую Конституцию Болгарии (39 представителей СДС отказались это сделать). В том же году БСДП вышла из состава СДС. Вступив в конфликт с правыми силами и категорически выступая против коалиции с социалистами, Дертлиев пытался создать социал-демократический политический центр, альтернативный как БСП, так и СДС. В связи с этим проводил линию на сотрудничество БСДП к различными левоцентристскими партиями и объединениями, конкурировавшими с БСП — такими как Альтернативная социал-либеральная партия, Гражданское объединение за республику, Зелёная партия, «Экогласность» и др. В 1994 был председателем на ротационной основе политического союза Демократическая альтернатива за республику.
В 1998 в БСДП произошёл раскол, были проведены два конкурирующих съезда партии — в Пловдиве (в нём участвовали приверженцы тесного сотрудничества БСДП и СДС) и Варне. Сторонники Дертлиева собрались в Варне и избрали его почётным председателем БСДП и председателем союза «Социал-демократия». Судебные органы признали легитимность съезда в Пловдиве, что сторонники Дертлиева связали с влиянием тогдашнего правительства, сформированного СДС.
Автор двух автобиографических книг, опубликован сборник его статей, речей и интервью.
Умер от рака 5 ноября 2000 года в Софии.

## Память о Дертлиеве
Именем Дертлиева назван бульвар в Софии. В Болгарии действуют фонд «Д-р Петр Дертлиев», Социал-демократическая академия молодых политиков «Д-р Петр Дертлиев», Социал-демократическое молодёжное общество — СДМС «Д-р Петр Дертлиев». По словам председателя Народного собрания Болгарии в 1997—2001 Йордана Соколова (в течение ряда лет — политического оппонента Дертлиева), «политик по духу и призванию, он был одним из тех, кто пронесли ценности демократии и политического плюрализма через весь период тоталитарного коммунистического режима».